# Dejan Joveljić
Dejan Joveljić (ur. 7 sierpnia 1999 w Bijeljinie) – serbski piłkarz bośniackiego pochodzenia występujący na pozycji napastnika w amerykańskim klubie Los Angeles Galaxy oraz w reprezentacji Serbii. Wychowanek Crvenej zvezdy, w trakcie swojej kariery grał także w takich zespołach, jak Eintracht Frankfurt, Anderlecht oraz Wolfsberger AC.